# België op het wereldkampioenschap voetbal 1998
België was een van de deelnemende landen op het wereldkampioenschap voetbal 1998 in Frankrijk. Het was de tiende deelname voor het land. Georges Leekens nam als bondscoach voor het eerst deel aan het WK. België werd in de eerste ronde van het toernooi uitgeschakeld na drie gelijke spelen tegen respectievelijk Nederland, Mexico en Zuid-Korea. Het slechte resultaat leidde het einde in van Leekens' eerste ambtstermijn als bondscoach.

## Kwalificatie
België begon op 31 augustus 1996 in groep 7 aan de kwalificatie voor het wereldkampioenschap. De selectie werd toen nog geleid door bondscoach Wilfried Van Moer. Hij zag hoe België in een geladen duel tegen Turkije, bij wie doelpuntenmaker Sergen Yalçın ook rood pakte, met 2-1 won dankzij goals van Marc Degryse en Luis Oliveira. Vervolgens won België makkelijk met 0-3 van het bescheiden San Marino.
Wilfried Van Moer, die door een gebrek aan communicatieve vaardigheden niet goed lag bij de Belgische pers, mocht na het derde duel vertrekken. De Rode Duivels werden in eigen land ingemaakt door Nederland. Oranje won de derby der Lage Landen met 0-3. De Belgen eindigden de wedstrijd overigens met 10 spelers na een rode kaart voor Pascal Renier. Begin 1997 plukte de Koninklijke Belgische Voetbalbond (KBVB) Georges Leekens weg bij Excelsior Moeskroen. Hij volgde Van Moer op als bondscoach.
In zijn eerste kwalificatieduel loodste Leekens, die onder meer de broers Émile en Mbo Mpenza bij de selectie haalde, België naar een 1-2 zege tegen Wales. Het goede resultaat werd gevolgd door een nog belangrijkere uitzege. In Turkije wonnen de Rode Duivels met 1-3 dankzij een hattrick van Oliveira. In de volgende wedstrijd won België met 6-0 van San Marino.
De grote test tegen Nederland draaide echter uit op een sisser. België incasseerde opnieuw drie treffers, maar kon ditmaal via een strafschop van Lorenzo Staelens tegenscoren. Philippe Albert werd door de bondscoach en de Belgische pers op de korrel genomen voor zijn slechte prestatie. Albert zette niet veel later een punt achter zijn interlandcarrière.
Nederland was zeker van groepswinst en België kon zich enkel nog via barrages plaatsen voor het WK. Maar dan moest het eerst nog winnen van Wales. België kwam na een uitstekende eerste helft 3-0 voor, maar leek de zege na de rust uit handen te geven. Wales kwam terug tot 3-2, maar een gelijkspel konden de Britten niet meer uit de brand slepen. België werd tweede in groep 7 en werd verplicht tot het spelen van barragewedstrijden tegen Ierland. Luc Nilis, die bij de nationale ploeg nooit kon doorbreken, werd daarin de uitblinker. Hij zorgde er in de heenwedstrijd in Ierland voor dat het 1-1 werd. In de terugwedstrijd kwam België snel op voorsprong, maar na de rust maakte Ierland gelijk. Opnieuw was het Nilis die België over de streep trok. Na 68 minuten trapte hij de winning goal binnen. Invaller David Connolly pakte nadien nog rood.

### Kwalificatieduels
| 31 augustus 1996 | België     | 2 - 1 | Turkije    |
| 9 oktober 1996   | San Marino | 0 - 3 | België     |
| 14 december 1996 | België     | 0 - 3 | Nederland  |
| 29 maart 1997    | Wales      | 1 - 2 | België     |
| 30 april 1997    | Turkije    | 1 - 3 | België     |
| 7 juni 1997      | België     | 6 - 0 | San Marino |
| 6 september 1997 | Nederland  | 3 - 1 | België     |
| 11 oktober 1997  | België     | 3 - 2 | Wales      |

### Barrageduels
| 29 oktober 1997  | Ierland | 1 - 1 | België  |
| 15 november 1997 | België  | 2 - 1 | Ierland |

### Eindstand
| Nr | Land       | Wed | W | G | V | DV | DT | Ptn |
| -- | ---------- | --- | - | - | - | -- | -- | --- |
| 1  | Nederland  | 8   | 6 | 1 | 1 | 26 | 4  | 19  |
| 2  | België     | 8   | 6 | 0 | 2 | 20 | 11 | 18  |
| 3  | Turkije    | 8   | 4 | 2 | 2 | 21 | 9  | 14  |
| 4  | Wales      | 8   | 2 | 1 | 5 | 20 | 21 | 7   |
| 5  | San Marino | 8   | 0 | 0 | 8 | 0  | 42 | 0   |

## Het wereldkampioenschap
België werd voor de loting ondergebracht in groep E, samen met Mexico, Zuid-Korea en opnieuw Nederland. Voor aanvang van het toernooi zorgden allerlei conflicten voor onrust binnen de nationale ploeg. Leekens moest centraal op het middenveld een keuze maken tussen Franky Van der Elst en Enzo Scifo. Toen Leekens Scifo in februari 1997 niet had opgeroepen voor een oefeninterland dreigde Scifo zijn carrière als international stop te zetten. Er kwam een verzoeningsgesprek en Scifo sloot zich terug aan bij de Rode Duivels. De rust keerde tijdelijk terug, maar in de aanloop naar het WK liep het opnieuw mis. Het dilemma tussen Van der Elst en Scifo verdeelde de spelersgroep en Belgische pers in een Vlaams en Waals kamp.
In de eerste wedstrijd van het WK, tegen Nederland, kreeg Van der Elst de voorkeur. Hij droeg de aanvoerdersband en zag hoe de Duivels zich ditmaal wel overeind konden houden tegen Oranje. De wedstrijd eindigde op 0-0 en werd ontsierd door een opstootje tussen Lorenzo Staelens en Patrick Kluivert. Na een overtreding van Staelens reikte hij Kluivert de hand, die deze weigerde en Staelens "kut-Belg" noemde. Hierop zei Staelens "verkrachter" tegen Kluivert en kreeg als antwoord een elleboogstoot terug. Kluivert werd met rood van het veld gestuurd.
Voor het tweede duel stelde Leekens zowel Van der Elst als Scifo op. België kwam tegen Mexico 2-0 voor dankzij een doelpunt van Marc Wilmots vlak voor en na de rust. België leek op weg naar een eerste zege, tot Gert Verheyen rood kreeg en kapitein Alberto García Aspe van op de stip de aansluitingstreffer maakte. Niet veel later scoorde de dribbelvaardige Cuauhtémoc Blanco de gelijkmaker.
Een domper voor de Rode Duivels die nu moesten winnen van Zuid-Korea. Scifo kreeg ditmaal de voorkeur op Van der Elst. België kwam al na enkele minuten op voorsprong dankzij Luc Nilis' eerste WK-doelpunt. Het bleef lang 1-0, waarna Leekens besloot om Scifo eruit te halen. De verbaasde aanvoerder maakte plaats voor Van der Elst. Wat later scoorde Zuid-Korea via Yoo Sang-chul tegen. Scifo verklaarde achteraf in zijn biografie dat hij Leekens had willen slaan na zijn wissel.
België vloog er na de groepsfase uit. De Belgische supporters eisten het ontslag van Leekens, maar kregen hun zin niet. Hij bleef nog tot augustus 1999 bondscoach. Na een 3-4 nederlaag tegen Finland werd de druk te groot en werd Leekens aan de deur gezet.

### Uitrustingen
Sportmerk: Diadora
| Thuis | Uit | Doelman |

### Technische staf
| Naam            | Functie           |
| --------------- | ----------------- |
| Technische staf |                   |
| Georges Leekens | Bondscoach        |
| Eddy Snelders   | Assistent-trainer |
| Jean Nicolay    | Keeperstrainer    |
| Ariël Jacobs    | Scout             |

### Selectie
| No. | Naam                 | Wedstr. |   |   |   |   |   | Club                |
| --- | -------------------- | ------- | - | - | - | - | - | ------------------- |
| 1   | Filip De Wilde       | 2       | 0 | 0 | 0 | 0 | 0 | RSC Anderlecht      |
| 2   | Bertrand Crasson     | 1       | 0 | 0 | 0 | 0 | 1 | SSC Napoli          |
| 3   | Lorenzo Staelens     | 3       | 0 | 1 | 0 | 0 | 0 | Club Brugge         |
| 4   | Gordan Vidović       | 2       | 0 | 1 | 0 | 0 | 0 | Excelsior Moeskroen |
| 5   | Vital Borkelmans     | 3       | 0 | 1 | 0 | 0 | 0 | Club Brugge         |
| 6   | Franky Van der Elst  | 3       | 0 | 0 | 0 | 1 | 1 | Club Brugge         |
| 7   | Marc Wilmots         | 3       | 2 | 0 | 0 | 0 | 0 | FC Schalke 04       |
| 8   | Luis Oliveira        | 3       | 0 | 0 | 0 | 0 | 2 | ACF Fiorentina      |
| 9   | Mbo Mpenza           | 1       | 0 | 0 | 0 | 1 | 0 | Standard Luik       |
| 10  | Luc Nilis            | 3       | 1 | 0 | 0 | 0 | 1 | PSV                 |
| 11  | Nico Van Kerckhoven  | 1       | 0 | 0 | 0 | 0 | 0 | Lierse SK           |
| 12  | Philippe Vande Walle | 1       | 0 | 0 | 0 | 0 | 0 | Eendracht Aalst     |
| 13  | Dany Verlinden       | 0       | 0 | 0 | 0 | 0 | 0 | Club Brugge         |
| 14  | Enzo Scifo           | 2       | 0 | 0 | 0 | 0 | 1 | RSC Anderlecht      |
| 15  | Philippe Clement     | 2       | 0 | 0 | 0 | 0 | 1 | KRC Genk            |
| 16  | Glen De Boeck        | 1       | 0 | 0 | 0 | 1 | 0 | RSC Anderlecht      |
| 17  | Mike Verstraeten     | 1       | 0 | 0 | 0 | 0 | 0 | Germinal Ekeren     |
| 18  | Gert Verheyen        | 1       | 0 | 0 | 1 | 1 | 0 | Club Brugge         |
| 19  | Eric Van Meir        | 0       | 0 | 0 | 0 | 0 | 0 | Lierse SK           |
| 20  | Émile Mpenza         | 3       | 0 | 0 | 0 | 3 | 0 | Standard Luik       |
| 21  | Danny Boffin         | 2       | 0 | 0 | 0 | 0 | 1 | FC Metz             |
| 22  | Eric Deflandre       | 3       | 0 | 1 | 0 | 1 | 0 | Club Brugge         |

### Wedstrijden

#### Poulefase
|                    |           |       |        |                                                                                              |
| 13 juni 1998 21:00 | Nederland | 0 – 0 | België | Stade de France, Saint-Denis Toeschouwers: 75.000 Scheidsrechter: Pierluigi Collina (Italië) |
| 13 juni 1998 21:00 |           |       |        | Stade de France, Saint-Denis Toeschouwers: 75.000 Scheidsrechter: Pierluigi Collina (Italië) |

| Nederland | België |

| Nederland:   |    |                         |     |
|              |    |                         |     |
| GK           | 1  | Edwin van der Sar       |     |
| RB           | 20 | Aron Winter             |     |
| CB           | 3  | Jaap Stam               |     |
| CB           | 4  | Frank de Boer           |     |
| LB           | 5  | Arthur Numan            |     |
| RM           | 10 | Clarence Seedorf        | 69' |
| CM           | 7  | Ronald de Boer          | 80' |
| CM           | 11 | Phillip Cocu            |     |
| LM           | 14 | Marc Overmars           | 69' |
| CF           | 9  | Patrick Kluivert        | 82' |
| CF           | 21 | Jimmy Floyd Hasselbaink |     |
| Invallers:   |    |                         |     |
| MF           | 12 | Boudewijn Zenden        | 69' |
| FW           | 8  | Dennis Bergkamp         | 69' |
| MF           | 6  | Wim Jonk                | 80' |
| Coach:       |    |                         |     |
| Guus Hiddink |    |                         |     |

| België:         |    |                     |         |
|                 |    |                     |         |
| GK              | 1  | Filip De Wilde      |         |
| RB              | 2  | Bertrand Crasson    | 22'     |
| CB              | 17 | Mike Verstraeten    |         |
| CB              | 3  | Lorenzo Staelens    | 20'     |
| CB              | 15 | Philippe Clement    |         |
| LB              | 5  | Vital Borkelmans    |         |
| DM              | 6  | Franky Van der Elst |         |
| CM              | 21 | Danny Boffin        |         |
| CM              | 7  | Marc Wilmots        |         |
| CF              | 8  | Luis Oliveira       | 60'     |
| CF              | 10 | Luc Nilis           |         |
| Invallers:      |    |                     |         |
| DF              | 22 | Eric Deflandre      | 22' 30' |
| FW              | 20 | Émile Mpenza        | 60'     |
| Coach:          |    |                     |         |
| Georges Leekens |    |                     |         |

|                    |                  |       |                                   |                                                                                     |
| 20 juni 1998 17:30 | België           | 2 – 2 | Mexico                            | Parc Lescure, Bordeaux Toeschouwers: 31.800 Scheidsrechter: Hugh Dallas (Schotland) |
| 20 juni 1998 17:30 | Wilmots 43', 47' |       | 55' (pen.) García Aspe 62' Blanco | Parc Lescure, Bordeaux Toeschouwers: 31.800 Scheidsrechter: Hugh Dallas (Schotland) |

| België | Mexico |

| België:         |    |                     |         |
|                 |    |                     |         |
| GK              | 1  | Filip De Wilde      |         |
| RB              | 22 | Eric Deflandre      |         |
| CB              | 3  | Lorenzo Staelens    |         |
| CB              | 4  | Gordan Vidović      | 68'     |
| LB              | 5  | Vital Borkelmans    |         |
| RM              | 11 | Danny Boffin        | 17'     |
| DM              | 6  | Franky Van der Elst | 67'     |
| AM              | 7  | Marc Wilmots        |         |
| LM              | 14 | Enzo Scifo          |         |
| CF              | 8  | Luis Oliveira       |         |
| CF              | 10 | Luc Nilis           | 77'     |
| Invallers:      |    |                     |         |
| MF              | 18 | Gert Verheyen       | 17' 54' |
| DF              | 16 | Glen De Boeck       | 67'     |
| FW              | 20 | Émile Mpenza        | 77'     |
| Coach:          |    |                     |         |
| Georges Leekens |    |                     |         |

| Mexico:         |    |                     |     |
|                 |    |                     |     |
| GK              | 1  | Jorge Campos        |     |
| RB              | 13 | Pável Pardo         | 28' |
| CB              | 3  | Joel Sánchez        |     |
| CB              | 5  | Duilio Davino       |     |
| LB              | 7  | Ramón Ramírez       | 39' |
| CM              | 20 | Jaime Ordiales      | 57' |
| CM              | 2  | Claudio Suárez      |     |
| CM              | 8  | Alberto García Aspe |     |
| RW              | 17 | Francisco Palencia  | 45' |
| CF              | 15 | Luis Hernández      |     |
| LW              | 11 | Cuauhtémoc Blanco   | 47' |
| Invallers:      |    |                     |     |
| MF              | 21 | Jesús Arellano      | 45' |
| MF              | 4  | Germán Villa        | 57' |
| Coach:          |    |                     |     |
| Manuel Lapuente |    |                     |     |

|                    |          |       |                   | |
| 25 juni 1998 16:00 | België   | 1 – 1 | Zuid-Korea        | Parc des Princes, Parijs Toeschouwers: 45.500 Scheidsrechter: Márcio Rezende de Freitas (Brazilië) |
| 25 juni 1998 16:00 | Nilis 7' |       | 71' Yoo Sang-chul | Parc des Princes, Parijs Toeschouwers: 45.500 Scheidsrechter: Márcio Rezende de Freitas (Brazilië) |

| België | Zuid-Korea |

| België:         |    |                      |     |
|                 |    |                      |     |
| GK              | 1  | Philippe Vande Walle |     |
| RB              | 22 | Eric Deflandre       |     |
| CB              | 3  | Lorenzo Staelens     |     |
| CB              | 4  | Gordan Vidović       |     |
| LB              | 5  | Vital Borkelmans     | 65' |
| RM              | 8  | Luis Oliveira        | 45' |
| DM              | 15 | Philippe Clement     | 74' |
| CM              | 14 | Enzo Scifo           | 65' |
| LM              | 11 | Nico Van Kerckhoven  |     |
| AM              | 7  | Marc Wilmots         |     |
| CF              | 10 | Luc Nilis            |     |
| Invallers:      |    |                      |     |
| MF              | 9  | Mbo Mpenza           | 45' |
| MF              | 6  | Franky Van der Elst  | 65' |
| FW              | 20 | Émile Mpenza         | 74' |
| Coach:          |    |                      |     |
| Georges Leekens |    |                      |     |

| Zuid-Korea: |    |                 |         |
|             |    |                 |         |
| GK          | 1  | Kim Byung-ji    | 83'     |
| RB          | 12 | Lee Sang-hun    | 66'     |
| CB          | 20 | Hong Myung-bo   |         |
| CB          | 5  | Lee Min-Sung    | 83'     |
| LB          | 13 | Kim Tae-young   | 48'     |
| CM          | 2  | Choi Sung-yong  | 45'     |
| CM          | 7  | Kim Do-keun     | 45'     |
| CM          | 6  | Yoo Sang-chul   |         |
| AM          | 17 | Ha Seok-ju      |         |
| AM          | 11 | Seo Jung-won    |         |
| CF          | 10 | Choi Yong-soo   |         |
| Invallers:  |    |                 |         |
| DF          | 3  | Lee Lim-saeng   | 45' 67' |
| MF          | 14 | Ko Jong-soo     | 45'     |
| DF          | 16 | Jang Hyung-Seok | 66'     |
| Coach:      |    |                 |         |
| Cha Bum-kun |    |                 |         |

KBVB · A-internationals · Selecties · Statistieken · Bondscoaches · Belgisch vrouwenelftal · Olympisch elftal · België U21 · België U20 · België U19 · België U18 · België U17 · België U16 · Vrouwen U19 · Vrouwen U17
Albanië ·
Algerije ·
Andorra ·
Argentinië ·
Armenië ·
Australië ·
Azerbeidzjan ·
Bosnië en Herzegovina · 
Brazilië ·
Bulgarije ·
Burkina Faso ·
Canada ·
Chili ·
Colombia ·
Costa Rica ·
Cyprus ·
DDR ·
Denemarken ·
Duitsland ·
Egypte ·
El Salvador ·
Engeland ·
Estland ·
Faeröer ·
Finland ·
Frankrijk ·
Gabon ·
Gibraltar ·
Griekenland ·
Hongarije ·
Ierland ·
IJsland ·
Irak ·
Israël ·
Italië ·
Ivoorkust ·
Japan ·
Joegoslavië ·
Kazachstan ·
Kroatië · 
Letland ·
Litouwen ·
Luxemburg ·
Malta ·
Marokko ·
Mexico ·
Montenegro · 
Nederland ·
Noord-Ierland ·
Noord-Macedonië ·
Noorwegen ·
Oekraïne ·
Oostenrijk ·
Panama · 
Paraguay ·
Peru ·
Polen ·
Portugal ·
Qatar ·
Roemenië ·
Rusland ·
San Marino ·
Saoedi-Arabië ·
Schotland ·
Servië ·
Servië en Montenegro ·
Slovenië ·
Slowakije ·
Sovjet-Unie ·
Spanje ·
Tsjechië ·
Tsjecho-Slowakije ·
Tunesië · 
Turkije · 
Uruguay · 
Verenigde Staten · 
Wales · 
Wit-Rusland ·
Zambia · 
Zuid-Korea · 
Zweden · 
Zwitserland
Algerije (2014) ·
Argentinië (2014) · 
Brazilië (2018) · 
Canada (2022) · 
Denemarken (2021) · 
Engeland (2018, 1) · 
Engeland (2018, 2) · 
Finland (2021) · 
Frankrijk (1904) ·
Frankrijk (2018) · 
Ierland (2016) · 
Italië (2016) · 
Italië (2021) · 
Japan (2018) · 
Kroatië (2022) · 
Marokko (2022) · 
Nederland (1985) · 
Panama (2018) ·
Polen (1982) · 
Portugal (2021) · 
Rusland (2014) · 
Rusland (2021) · 
Sovjet-Unie (1982) · 
Tunesië (2018) · 
Verenigde Staten (2014) ·
West-Duitsland (1980) · 
Zuid-Korea (2014)